# Масанг Канг
Масанг Канг је планина у источним Хималајима која се налази на северу Бутана, у округу Гаса. 6.590 метара висока планина смештена је у Џигме Дорџи националном парку. Налази се 1,3 км јужно од главног хималајског гребена, где се Бутан граничи са Кином. На удаљености од 11,5 км југоисточно налази се планина Тсенда Канг, висока 6.481 метар, а планина Тунгшанђабу, висине 7.207 метара, удаљена је 18,75 километара источно. Планина Масанг Канг смештена је у сливу реке Мо Чу.
Јапанска група алпиниста са Универзитета Кјото попела се прва на планину 1985. године. Горо Хитоми, Тоширо Тсукихара, Котаро Јокојама и Шигеки Накајама су 13. октобра 1985. године “освојили” врх Масанг Канга, пењући се са источне стране планине.